# 后姓
后姓是中文姓氏之一，在《百家姓》中排第398位。在现代是极罕见的姓氏。
根据东汉王符的《潜夫论·志氏姓》记载，“后”、“郈”、“厚”是同一个姓氏的不同写法。如《左传·昭公二十五年》中的“郈昭伯”，在《汉书·古今人表》中写作“厚昭伯”，而《汉书·五行志》中则变成了“后昭伯”。东汉典籍《风俗通义》中收录有“郈氏”。
需要注意的是，虽然简体中文里“後”字合并到“后”，但“后氏”并不同于“氏”，两姓有截然不同的来源。

## 起源
后氏大体有两个来源：
1. 出自姬姓，是由以地为氏的“郈氏”简化而来。据《世本》和《潜夫论》两本书的记载，西周时鲁国十二任君主鲁孝公的八世孙成叔（一说是孝公之子公子巩时就已受封），受封于郈邑，其后代便以邑为氏，称“郈氏”，后来又去邑旁（阝）即为“后氏”。
2. 战国时齐国有任太史名叫敫，他的女儿为齐襄王的王后，因此被襄王赐为“后氏”。

## 郡望
- 东海郡：东海郡有两处，一处是汉朝初年所置，为今山东郏城一带。另一处为东魏至隋唐时期的东海郡，在今江苏东海县以东、淮水以北一带。

## 延伸阅读
[在维基数据编辑]
 《百家姓》
 《欽定古今圖書集成·明倫彙編·氏族典·后姓部》，出自陈梦雷《古今圖書集成》